# Cristiano Grottanelli
Cristiano Grottanelli (Roma, 2 agosto 1946 – Roma, 16 maggio 2010) è stato uno storico delle religioni italiano.

## Biografia
Figlio di Vinigi Lorenzo Grottanelli, si interessò prevalentemente delle origini sacrali della sovranità e delle teorie del sacrificio, affiancandovi una riflessione storiografica e politica sulle diverse interpretazioni. Svolse inoltre collaborazioni col Centro di studi religiosi e con la Fondazione collegio San Carlo di Modena. 
Insegnò presso l’Università di Firenze e l'Università di Pisa.
Morì il 16 maggio 2010 a 64 anni, per le complicazioni di due malattie croniche. 

## Biblioteca personale

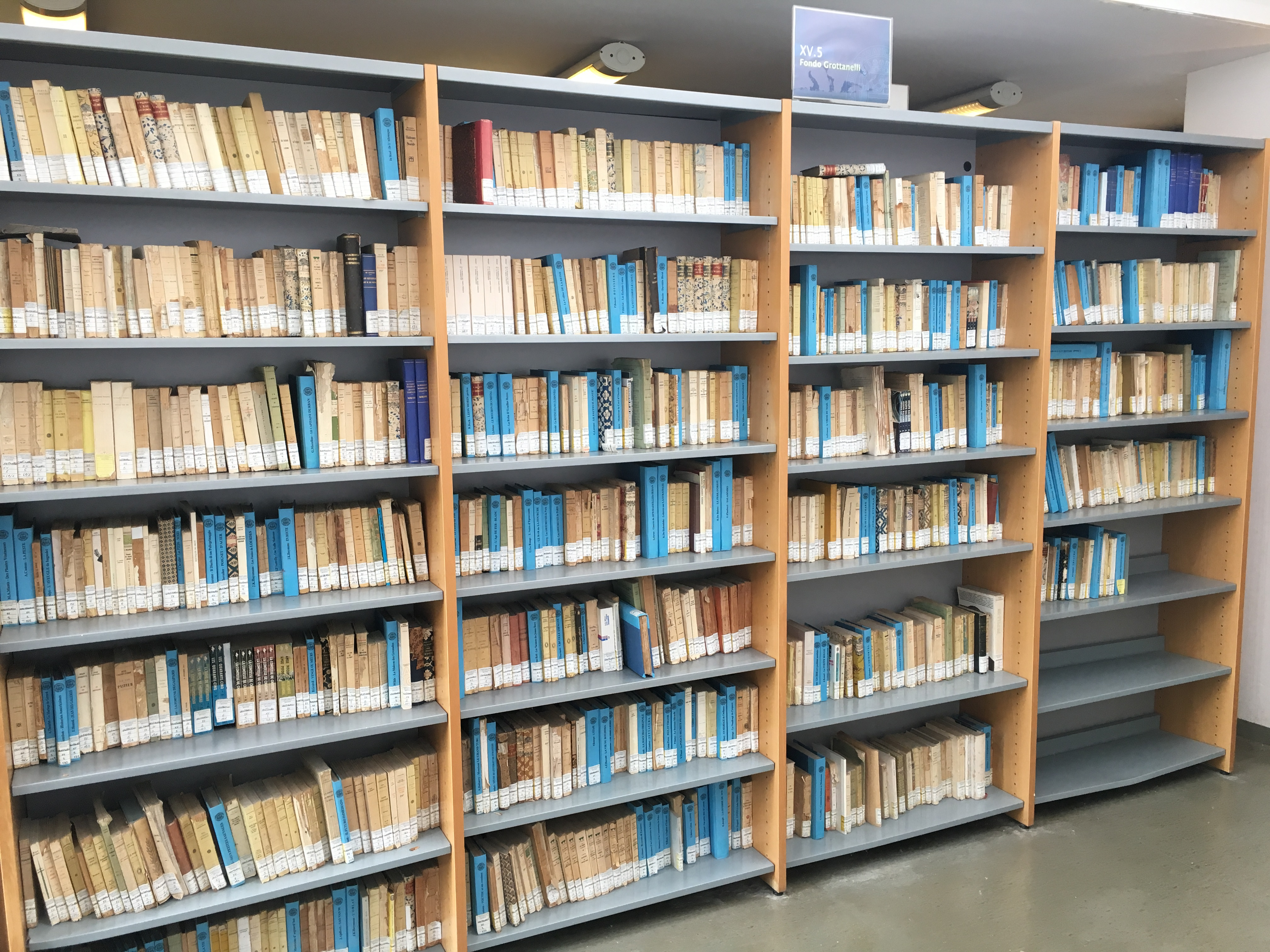
Fondo Grottanelli presso la Biblioteca E.R. Caianiello dell'Università degli studi di Salerno

Una parte della biblioteca personale di Cristiano Grottanelli, costituita da circa 7.500 volumi, è stata acquisita nel 2009 dall'Università Ca' Foscari Venezia ed è oggi consultabile presso la Biblioteca di Area Umanistica (BAUM).
La restante parte della biblioteca personale era conservata in una casa di famiglia a Calvi dell'Umbria. Nel 2006 è stata donata alla Biblioteca centrale Eduardo Renato Caianiello dell'Università di Salerno.
Il fondo consta complessivamente di circa 900 esemplari ed è molto omogeneo per composizione. Comprende per la quasi totalità titoli francesi (in prevalenza narrativa, con sporadiche incursioni nei campi della poesia, del teatro e della saggistica) in edizioni di piccolo formato - databili fra la seconda metà dell'Ottocento (un centinaio) e la prima metà del Novecento (oltre 500 unità) - appartenenti a collane economiche dei più noti editori transalpini (Gallimard, Flammarion, Plon, Grasset, Hachette, e altro).

La collezione include quasi tutti i grandi nomi della letteratura francese otto-novecentesca (da Stendhal, Lamartine, Balzac, Hugo, Mérimée, George Sand, de Nerval, i Dumas, Gautier, Flaubert, Daudet, ecc., fino a Claudel, Gide, Valéry, Mauriac, Bernanos, Radiguet, e altro).

Aggiunta al nucleo originario e più eterogenea è l'ultima sezione, che comprende qualche traduzione da altre letterature e saggi recenti di vario argomento.

## Opere
- Ideologie, miti, massacri. Indoeuropei di Georges Dumézil, Palermo, Sellerio, 1993
- Sette storie bibliche, Brescia, Paideia, 1998
- Il sacrificio, Roma, Laterza, 1999
- Kings & prophets : monarchic power, inspired leadership, & sacred text in biblical narrative, New York, Oxford university press, 1999
- Profeti biblici, Brescia, Morcelliana, 2003
- Food and identity in the ancient world (con Lucio Milano), Padova, S.A.R.G.O.N., 2004

Monografie in collaborazione
- Sacrificio e società nel mondo antico (con Nicola Parise), Laterza, 1988
- Gli occhi di Alessandro. Sacralità del corpo e potere sovrano da Alessandro Magno a Ceausescu (con Sergio Bertelli), Ponte alle Grazie, 1990
- Food and identity in the ancient world (con Lucio Milano), Padova, S.A.R.G.O.N., 2004
- Comparativa/mente (assieme a Pietro Clemente), Seid Editori, 2009